# متاتریدر
متاتریدر، به اختصار ام‌تی۴/۵، (به انگلیسی: Meta Trader 4/5 ,MT4/MT5)، یک سکوی معامله الکترونیک است که به‌طور گسترده توسط سرویس‌های کارگزاری و معامله گران بازار فارکس، بازارهای آتی و سی‌اف‌دی استفاده می‌شود. این نرم‌افزار به وسیله شرکت متاکوتز تهیه و در سال ۲۰۰۵ منتشر شد. متاکوتز در ۲۰۱۰ جانشینِ نسخهٔ ۴, متاتریدر ۵ را منتشر کرد. با این حال استقبال آهسته بود و بیشتر کارگزاری‌ها در آوریل ۲۰۱۳ هنوز از نسخهٔ ۴ استفاده می‌کردند. متاتریدر به این دلیل محبوب شد که به کاربران اجازه نوشتن اسکریپت و ساخت روبات را می‌داد، این قابلیت باعث خودکارسازی معاملات و آسان‌سازی کار معامله‌گران می‌شد. از ژوئن ۲۰۱۶، نسخه چهارم این پلتفرم به همراه نسخه پنجم آن به‌طور گسترده مورد استفاده قرار می‌گیرد، نسخه‌های اول، دوم و سوم دیگر استفاده و پشتیبانی نمی‌شوند.
متاتریدر برای کارگزارانی که این نرم‌افزار را به مشتریان خود ارائه می‌دهند بکار می‌رود. برنامه از دو بخش کارساز (سرور) و کارخواه (کلاینت) تشکیل شده است. بخش کارساز به دست کارگزاری اداره می‌شود و بخش کارخواه در اختیار مشتریان کارگزاری قرار می‌گیرد تا آن را برای دیدن بهای ارزها و نمودارهای زنده، انجام سفارش‌ها و مدیریت حساب خود به کار گیرند. سمت سرور فقط روی سکوهای خانواده ویندوز کار می‌کند؛ ولی بخش مربوط به مشتری افزون بر ویندوز برای اندروید و آی‌اواس هم موجود است. این نرم‌افزار نسخه رسمی برای سیستم عامل مک و گنو/لینوکس ندارد، با این‌حال کاربران می‌توانند با استفاده از یک لایه سازگاری مانند واین، امکان اجرای برنامه روی این سیستم عامل‌های دیگر را فراهم آورند.

## سازنده
توسعه‌گر این نرم‌افزار شرکت MetaQuotes Software است، MetaQuotes در سال ۲۰۰۰ در جمهوری تاتارستان تأسیس شد. بخش فروش و بازاریابی شرکت در یک منطقه فرادریایی متعلق به قبرس و بخش تولید و پشتیبانی فنی در شهر کازان (تاتارستان) واقع شده است. متاکوتز دفاتری در ترکیه، استرالیا، چین و سنگاپور نیز دارد.

## تاریخچه

### اف‌ایکس چاتز (FX Charts)
اولین محصول شرکت متاکوتز، اف‌ایکس چاتز در سال ۲۰۰۰ میلادی منتشر شد. بر روی مارجین تریدینگ متمرکز بود و امکان انجام معاملات و تجزیه و تحلیل قیمت جفت ارزها را فراهم می‌کرد.

### متاکوتز (Meta quotes)
شرکت به توسعه بیشتر محصولاتش ادامه داد و یک سال بعد پلتفرم متاکوتز را انتشار داد. برخلاف اف‌ایکس چارتز قابلیت کار در بازار سی‌اف‌دی را داشت، افزون بر این، زبان برنامه‌نویسی استراتژی معاملاتی متاکوتز، MetaQuotes Language، به اختصار MQL نیز در آن تعبیه شده بود، این ویژگی توانایی‌های متاکوتز را تا حد زیادی افزایش می‌دهد، معامله‌گران با استفاده از این زبان قادر بودند تا ربات‌های معامله‌گر خود را بنویسند و در بازار به کار گیرند.

### متاتریدر ۳
در آغاز سال ۲۰۰۲ سومین پلت فرم منتشر شد. این بار با نام تجاری متاترید. متاتریدر ۳، برای استراتژی‌های معاملاتی زبان ام‌کیوال ۲ را گسترش داده بود، و علاوه بر جفت ارزها، امکان کار با بازار آتی را هم به کاربرها می‌داد.

### متاتریدر ۴ و ۵
متاتریدر ۴ نسخهٔ به‌طور قابل توجهی بهبودیافته بود و در سال ۲۰۰۵ منتشر شد. به دلیل محبوبیت نزد معامله‌گران و رقم بزرگی از اسکریپت‌های شخص ثالث مانند تریدینگ فایندر و ادوایزر شماری از کارگزاری‌ها میان سال‌های ۲۰۰۷ و ۲۰۱۰ آن را به‌عنوان گزینهٔ جایگزینِ نرم‌افزار سکوی معاملهٔ موجود خودشان اضافه کردند.
در اکتبر سال ۲۰۰۹، متاتریدر ۵ که به‌طور قابل توجهی بازکدنویسی شده بود، وارد مرحله آزمایش عمومی بتا شد. اولین حساب زنده متاتریدر ۵ توسط اینستافارکس در سپتامبر ۲۰۱۰ راه‌اندازی شد. در سال‌های ۲۰۱۳ و ۲۰۱۴، زبان برنامه‌نویسی MQL4 به‌طور کامل بازنگری شد و در نهایت به سطح MQL5 رسید. از بیلدِ ۶۰۰ به بعد، MQL4 و MQL5 از MetaEditor یکپارچه استفاده می‌کنند.
علی‌رغم عرضهٔ متاتریدر ۵ در سال ۲۰۰۹ مطالعه‌ای در سپتامبر ۲۰۱۹ معلوم کرد همچنان متاتریدر ۴ عمومی‌ترین سکوی معاملاتی‌ جهان در آن زمان است.

## کارکرد
ترمینال کلاینت برنامه شامل یک ویرایشگر و کامپایلر است و یک کتابخانه رایگان نرم‌افزار را در اختیار کاربر قرار می‌دهد. نرم‌افزار از یک زبان اجرانامه‌نویسی (اسکریپت‌نویسی) اختصاصی برای خودش به نام ام‌کیوال۴ یا ام‌کیوال۵ استفاده می‌کند که معامله‌گران را قادر می‌سازد تا ربات‌های اکسپرت، اسکریپت‌ها و اندیکاتورهای خودشان را ایجاد کنند. پشتیبانی متاتریدر از معاملات الکوریتمی از دلایل محبوبیت این پلتفرم است.
یاهو! میزبان گروه بزرگی (بیش از ۱۲۰۰۰ عضو) است که به توسعه نرم‌افزار متن‌باز رایگان برای متاتریدر اختصاص داده شده‌اند.

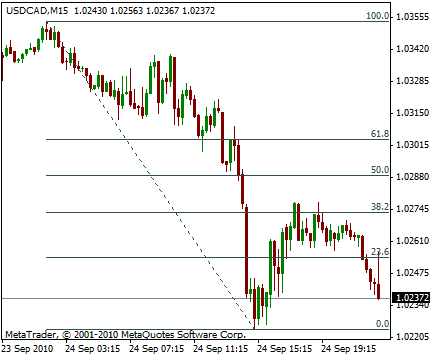
نمونه ای از یک نمودار با اندیکاتورهای اضافی در ترمینال متاتریدر ۴.

## اجزاء
- متاتریدر ترمینال مشتری (Client Terminal) : به صورت رایگان توسط کارگزاری‌ها برای معاملات آنلاین بی‌درنگ و به عنوان حساب‌های آزمایشی (معاملات تمرینی) ارائه می‌شود. این بخش، عملیات معاملاتی، نمودارها و تحلیل تکنیکال را به صورت بی‌درنگ فراهم می‌کند. زبان برنامه‌نویسی داخلی شبیه به C به کاربران امکان می‌دهد استراتژی‌های معاملاتی، شاخص‌ها و سیگنال‌ها را برنامه‌ریزی کنند.[۲۴]
- متاتریدر موبایل :  حساب معاملاتی را از طریق دستگاه‌های تلفن همراه کنترل می‌کند.[۲۵]
- متاتریدر ادمین (Adminstrator) : برای مدیریت از راه دور تنظیمات سرور طراحی شده است.
- متاتریدر مدیر (Manager) :  برای رسیدگی به درخواست‌های معاملاتی و مدیریت حساب‌های مشتری طراحی شده است.
- متاتریدر دیتاسنتر :  یک سرور پروکسی تخصصی است و می‌تواند واسطه‌ای بین سرور و ترمینال‌های مشتری باشد. این امر بار ارسال قیمت پیشنهادی را روی سرور اصلی کاهش می‌دهد.